# Ace Combat Infinity
Ace Combat Infinity (エースコンバット インフィニティ, Ēsu Konbatto Infiniti) foi um jogo eletrônico gratuito para jogar de simulação de combate aéreo desenvolvido e publicado pela Bandai Namco Games. É um título derivado da série Ace Combat e foi lançado exclusivamente para PlayStation 3 em maio de 2014. A história se passa em uma versão alternativa da Terra assolada por um impacto de uma chuva de asteroides. A jogabilidade permite que o jogador controle diferentes tipos de aeronaves de combate em uma série de missões com objetivos variados.